# O.S. Engines

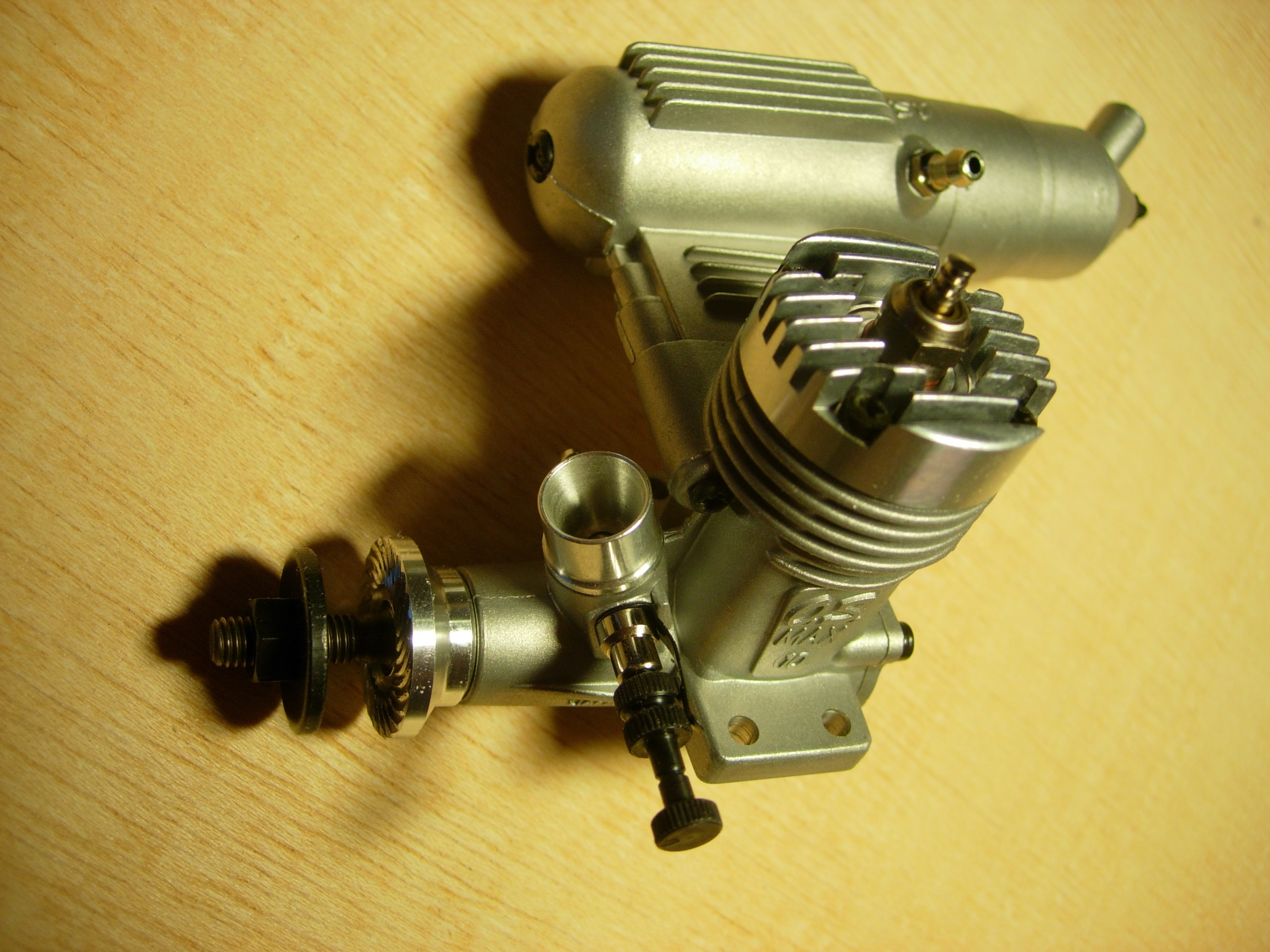
O.S. 10 FP tvåtaktsmotor - ej längre i tillverkning

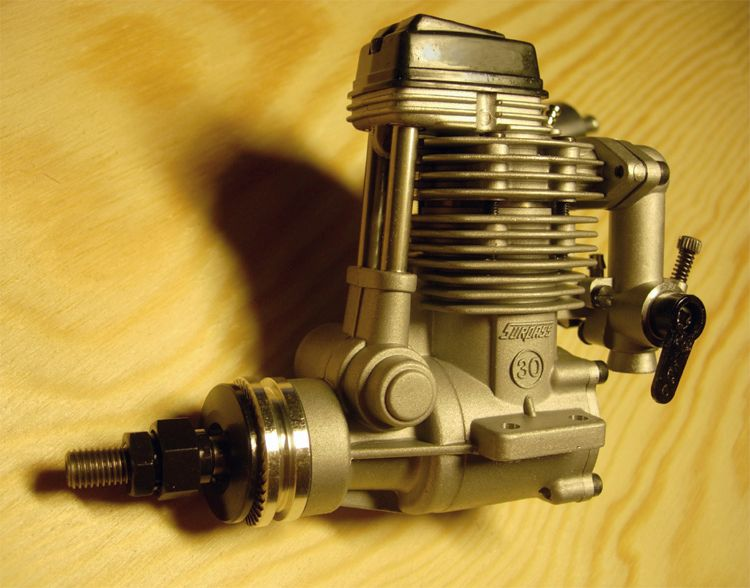
O.S. FS30 fyrtaktsmotor på 5 cc

O.S. Engines är en japansk tillverkare av modellmotorer.
Företaget grundades 1936 av maskinoperatören Shigeo Ogawa, (eller Ogawa Shigeo enligt den japanska traditionen att ha familjenamnet först), för att tillverka ångmaskiner i modellskala. Namnet på företaget kommer antingen från den japanska namnordningen eller från företagets ursprungsnamn på japanska, Ogawa Seisakusho. Ogawa började tillverka sin första bensinmotor, Type-1, efter förfrågan från en av sina amerikanska köpare. Type-1 var en 1,6 cc motor och tillverkades i 200 exemplar, som exporterades under namnet Pixie. Efter andra världskriget expanderade Ogawa och började tillverka motorer i MAX-serien. Denna serie kom att lovordas för både prestanda och hållbarhet.
O.S. var pionjärer vid utvecklingen av moderna fyrtaktare med glödstift när man 1976 introducerade FS-60, en motor med en cylindervolym på 10 cc och friliggande ventilmekanism. O.S. har sedan dess varit en av de största tillverkarna i världen av fyrtaktiga glödstiftsmotorer.
Under 1970-talet utvecklade O.S. i samband med tyska tillverkaren Graupner GmbH & Co. KG den första serietillverkade Wankelmotorn för användning med modellflygplan.
Trots ökande konkurrens under 1980-, och 1990-talen, är O.S. idag en ledande tillverkare av en- och flercylindriga modellmotorer i storlekar från den lilla .10 LA på 1,71 cc, till de betydligt större motorerna, avsedda för stora skalaflygmodeller, som till exempel den fyrcylindriga boxermotorn FF-320 på 53 cc och den 7-cylindriga stjärnmotorn Sirius7 på 70 cc.
Även motorer för radiostyrda modellbilar tillverkas med stor framgång och modeller såsom .21 TM och .18 TZ används flitigt.